# Eulocastra hypotaenia
Eulocastra hypotaenia är en fjärilsart som beskrevs av Hans Daniel Johan Wallengren 1860. Eulocastra hypotaenia ingår i släktet Eulocastra och familjen nattflyn. Inga underarter finns listade i Catalogue of Life.